# Jorge Urrutia Blondel
Jorge Urrutia Blondel   (La Serena, 7 de setembre de 1905 - 5 de juliol de 1981) va ser un advocat i compositor xilè. Se'l considera part de la generació dels fundadors de la institucionalitat musical xilena.

## Biografia
Urrutia Blondel va dur a terme els seus estudis humanístics a l'Institut Nacional de Santiago i més tard va ingressar a la carrera de Lleis a la Universitat de Xile. Paral·lelament i de forma privada va prendre estudis amb els mestres Andrés Steinfort Mulsow (Teoria de la Música i Harmonia), Raúl Hügel (Piano), Pedro Humberto Allende Sarón (Harmonia i Composició) i Domingo Santa Cruz Wilson (Contrapunt).
El 1924 va participar activament en l'obra de la Societat Bach, animada per Domingo Santa Cruz amb altres músics. Urrutia Blondel va ser part del Directori, a més de crític i redactor de la revista "Marsyas", editada per la mateixa institució. Quatre anys més tard va ser nomenat secretari del Conservatori Nacional de Música, al produir-se la reforma d'aquest centre. Aquest mateix any rep una beca de Govern per estudiar a Europa, on va conèixer a Charles Koechlin, Vincent d'Indy, Paul Dukas i Nadia Boulanger, a l'Escola Normal de París, a més de Paul Hindemith i Hans Mersmann a la "Hochschule für Musik" de Berlín (1928-1931). Al tornar a Xile va ser nomenat professor d'Harmonia i Composició en el Conservatori.
Posteriorment va tenir altres llocs com el de secretari de la Facultat de Ciències i Arts Musicals de la Universitat de Xile i membre de l'Institut d'Investigacions Musicals. Tot això el va portar a rebre el 1976 el Premi Nacional d'Art.
Com a professor va tenir entre els seus alumnes Juan Amenábar, José Vicente Asuar, Darwin Vargas Wallis i Miguel Aguilar.

## Obra musical
Urrutia Blondel va començar la seva carrera musical, escrivint dins de marc nacionalista; però, anys més tard va adoptar elements propis dels moviments post-impressionistes i neoclàssics. La seva obra inclou:
- les suites simfòniques La Guitarra de el Diablo (1942) i Música per a un Cuento de Antaño (1948),
- l'obra Pastoral de Alhué per a petita orquestra (1937),
- Cançons i Danses Folklòriques de Xile per a cor (1933-1937, 1944),
- música folklòrica ritual de la Tirana per a cor (1962),
- el Ballet Xarxes (1948, 1952),
- Tres Suggeriments de Xile per a piano (1924-1926), així com diverses cançons, música coral, peces per a piano i música de cambra. Aquesta última obra; Tres Suggeriments de Xile per a piano, la qual és la seva Op. 1, va ser escrita originalment en 1923 i després és transcrita per a guitarra pel mateix Urrutia-Blondel en l'any 1940, i després és revisada el 1975 al costat del guitarrista Jorge Rojas-Zegers, en una descripció general ess pot dir que té forma tripartida, però el especial és que segueix la forma tonada, sent una de les poques que s'han escrit a Xile per a guitarra, així passa a constituir part del repertori històric obligatori de la guitarra xilena. S'hi deixa veure a més l'herència que guarda amb el seu mestre Pedro Humberto Allende pel que fa a la formalitat i harmonia de les tonades d'aquest compositor.[3]